# Don Woan
Donald „Don“ Woan (* 7. November 1927 in Bootle; † 24. April 2020 in Yeovil) war ein englischer Fußballspieler.

## Karriere
Woan spielte ab 1945 für den Amateurklub Bootle Athletic in der Lancashire Combination, bevor er von seinem Mitspieler Alex Stevenson, einem früheren irischen Nationalspieler und langjährigem Spieler des FC Everton, dem FC Liverpool empfohlen wurde. Liverpools Trainer George Kay war die Verpflichtung Woans im Oktober 1950 eine Ablöse von 1000 £ wert, um den Flügelspieler zum Erstligisten zu holen. Bei Liverpool kam Woan regelmäßig für die Reservemannschaft in der Central League zum Einsatz (33 Spiele/3 Tore), in der ersten Mannschaft brachte er es in der Erstligasaison 1950/51 zu zwei Pflichtspielauftritten. Am 13. Januar 1951 ersetzte er bei einem 2:1-Auswärtssieg gegen Derby County auf Rechtsaußen Jimmy Payne und behielt seinen Platz im Team für das Merseyside Derby am folgenden Spieltag. Die 0:2-Heimniederlage gegen den FC Everton blieb sein letzter Auftritt.
Im November 1951 wurde er nach London zu Leyton Orient transferiert, im Gegenzug wechselte Brian Jackson nach Liverpool, zudem erhielt Leyton eine Zahlung über 6500 £. Für den in der Third Division South spielenden Klub erzielte er bei seinem Heimdebüt beide Tore bei einem 2:0-Sieg über Port Vale und war auch an Leytons erfolgreicher Pokalteilnahme in jener Saison wesentlich beteiligt. Nach Siegen über die Zweitligisten FC Everton und Birmingham City stand er mit dem Team im Achtelfinale des FA Cups 1951/52, in dem man vor der Rekordkulisse von 30.000 Zuschauern an der Brisbane Road gegen den FC Arsenal mit 0:3 verlor. Woan hatte während der Pokalspiele mit Denis Pacey die rechte Angriffsseite gebildete, während auf links Tommy Brown und Paddy Blatchford aufliefen war die Mittelstürmerposition zunächst von Billy Rees und im späteren Verlauf von Tommy Harris besetzt.
Im November 1952 wechselte er nach 25 Ligaeinsätzen (5 Tore) wieder in den nördlichen Teil Englands, Bradford City zahlte für seine Dienste 1500 £. Er debütierte bereits am Tag nach seiner Verpflichtung in der Third Division North gegen den FC Darlington und kam bis Februar 1953 unter Trainer Ivor Powell zu 15 Liga- und 3 Pokalauftritten, bevor er nach einer 1:5-Niederlage gegen den AFC Barrow seinen Platz im Team dauerhaft an Tommy McCulloch verlor. Bis zu seinem Abgang ein Jahr später schlossen sich nur noch sechs Pflichtspieleinsätze für Bradford an, im Februar 1954 wurde er daher im Tausch für Tommy Mycock zum Ligakonkurrenten Tranmere Rovers transferiert und war damit wieder zurück in seiner Heimat Merseyside. Bei Tranmere stand er die restliche Saison als Linksaußen in der Startelf und half mit zwei Toren in 17 Einsätzen mit, dass der Klub sich noch vom 22. Tabellenplatz auf den 14. Rang im Endklassement verbesserte. Auch zu Beginn der folgenden Saison 1954/55 gehörte Woan zur Stammformation. Nach nur einem Sieg aus den ersten zehn Saisonspielen verlor seinen Platz aber bereits Ende September 1954 und kam anschließend nicht mehr zum Zug. So berichtete der Liverpool Echo Anfang Oktober, dass Woan „außer Form“ sei und selbst die Abwesenheit zweier Konkurrenten (Kenny McDevitt, verletzt; Ray Davies, Armee) brachte ihn nicht zurück in die Mannschaft.
Ab Sommer 1955 setzte er seine Karriere bei Yeovil Town in der Southern League fort, für die er in der Saison 1955/56 zu neun Pflichtspieleinsätzen (ein Ligator) kam, sein Vertrag wurde am Saisonende nicht verlängert. Ihren Abschluss fand seine Laufbahn ab Juni 1956 in der Western League, zunächst bei Trowbridge Town und anschließend beim FC Street.
Nach seinem Karriereende war er im Lokal- und Jugendfußball von Yeovil als Trainer und Funktionär aktiv. Woan lebte zuletzt in einem Pflegeheim in Yeovil, im August 2019 erhielt er eine Stadionführung im Huish Park, seit 1990 Heimstätte von Yeovil Town. Er verstarb 92-jährig im April 2020 und hinterließ zwei Kinder. Sein jüngerer Bruder Alan und dessen Sohn Ian waren ebenfalls Profifußballer.